# Gesta Normannorum Ducum
Die Gesta Normannorum Ducum (Taten der Herzöge der Normannen) ist eine Chronik, die der Mönch Wilhelm von Jumièges kurz vor 1060 verfasste.
Die Arbeit Wilhelm von Jumièges’ basiert auf dem Geschichtswerk De moribus et actis primorum Normannorum ducum (Über die Sitten und Taten der ersten Herzöge der Normandie), das Dudo von Saint-Quentin zwischen 1015 und 1026 verfasst hatte. Dieses von Herzog Richard I. († 996) in Auftrag gegebene und unter seinem Sohn, Herzog Richard II. († 1026) vollendete Werk, wurde in den 1050er Jahren von Wilhelm von Jumièges wieder aufgenommen und durchgearbeitet, gekürzt und durch die Hinzufügung der Regierungszeit der Herzöge Richard II., Richard III., Robert I. († 1035) und Wilhelm II., später Wilhelm der Eroberer genannt, aktualisiert.
Im Jahr 1070 ließ Wilhelm der Eroberer das Werk erweitern, um seinen Anspruch auf den englischen Thron zu untermauern.
Später erarbeiteten Ordericus Vitalis († um 1142) und Robert von Torigni († 1186) Fortsetzungen, die bis zu König Heinrich I. reichen.

## Ausgaben
- Elisabeth M. C. Van Houts (Hrsg. und Übers.): The Gesta Normannorum Ducum of William of Jumièges, Orderic Vitalis and Robert of Torigni. Clarendon Press, Oxford 1995.